# Szergiusz
A Szergiusz latin eredetű férfinév, római nemzetségnévből ered, a jelentése: őrző, gondozó, felügyelő.

## Gyakorisága
Az 1990-es években szórványos név, a 2000-es években nem szerepel a 100 leggyakoribb férfinév között.

## Névnapok
- szeptember 8.[2]
- szeptember 9.[2]
- október 7.[2]
- október 8.[2]

## Híres Szergiuszok
- I. Szergiusz pápa
- II. Szergiusz pápa
- III. Szergiusz pápa
- IV. Szergiusz pápa